# Юсупове (зупинний пункт)
Зупинний пункт Юсупове - закрита (станом на 2024 рік) залізнична станція на напрямі Харків - Льгов, яка обслуговувала Ільок-Кошарське сільське поселення Ракитянського району Бєлгородської області.

## Історія
Станція Юсупове відкрилася в 1910-1911 роках і мала переважно сільськогосподарське призначення. Станом на 1911 рік, станція відправила 35 тис. пудів (574 т) хлібних вантажів, а прийняла 2 тис. пудів (33 т) солі, 2 тис. пудів вугілля і 1 тис. пудів (16,5 т) лісу. З 1913 року станція приймає і відправляє худобу. Станом на 1913 рік, станція Юсупове відправила вже 1,8 млн пудів (28,8 тис. т; переважно – продукти сільського господарства), а прийняла – 58 тис. пудів (951 т) вантажів малої швидкості.
При станції утворилося торговельне пристанційне селище. До революційних подій 1917 року тут діяв паровий млин Бугена.
Свою назву станція успадкувала від тодішніх землевласників - Юсупових.
В 1923 році Дорпрофсож клопотав про заміну назви станції на Червоні Крила, - на честь успіхів повітряного флоту СРСР, однак станції залишили стару назву.
До 50-х років ХХ століття тут зупинялися усі поїзди пасажирського сполучення, потім відносна кількість пасажирських поїздів далекого сполучення із зупинкою по Юсуповому стала зменшуватися, однак до самого 1993 року бодай один пасажирський поїзд із усіх передбачених на напрямі Харків – Льгов зупинявся по Юсуповому щодня. До 1996 року Юсупове була зупинкою не щоденних поїздів пасажирського далекого сполучення.
Споруди, які залишилися на станції Юсупове (в тому числі - пасажирська будівля) внесені до переліку пам’яток історії та архітектури Бєлгородської області. Колія закрита для руху приміських поїздів з 2012 року. До останнього часу на станції працювали семафори, якими керували зі станційних постів, що розміщувалися по парній та непаній горловинах роздільного пункту у двоповерхових будівлях. Станом на 2024 рік, дільниця Готня – Юсупове – Псел є непасажирською.
В 2021 році депутат Держдуми Росії Іван Мусатов (ЛДПР) запропонував створити туристичний маршрут на паровозній тязі в напрямі Бєлгород – Готня – Юсупове, однак позитивних зрушень в цьому напрямі немає. Співробітники Держохорони Бєлгородської області оцінили стан даного об’єкту культурної спадщини, і визнали його таким, що потребує ремонту.